# Isla Green
La Isla Green (en inglés: Green Island) es una pequeña isla frente a la costa este de la mucho mayor isla de Antigua en las Antillas Menores parte administrativamente del país caribeño de Antigua y Barbuda. Se trata de una isla privada propiedad del club Mill Reef desde 1947. Se encuentra cerca de la desembocadura de la bahía de Nonsuch.